# Gurbuz
Gurbuz är ett distrikt i Afghanistan. Det ligger i provinsen Khost, i den östra delen av landet, 160 kilometer söder om huvudstaden Kabul.
Distriktet beräknades år 2022 ha cirka 31 000 invånare.